# 加爾特弗耶萊特岩
加爾特弗耶萊特岩（英語：Galtefjellet）是南極洲的岩石，位於肯普地，處於普爾卡山南部，屬於漢森山脈的一部分，挪威製圖師根據該國拍攝的空中照片繪入地圖，現時由南極條約體系管理。